# Pemuco
Pemuco ist eine Stadt und Gemeinde in der Provinz Diguillín in der Región de Ñuble in Chile. Bei der Volkszählung im Jahr 2017 hatte sie 8448 Einwohner. Die Gemeinde erstreckt sich über eine Fläche von 562,7 km².

## Geschichte
Die Ursprünge der heutigen Gemeinde Pemuco reichen bis ins 18. Jahrhundert zurück. Bereits in den ersten Verwaltungsberichten des spanischen Konquistadors Pedro de Valdivia wird die Gegend als Teil des damaligen Departements Chillán erwähnt. Zwischen 1765 und 1769 wurde Pemuco von Bischof Pedro Ángel de Espiñeira während seiner Visitationsreise durch die Diözese Concepción als eine von vier Vizepfarreien aufgeführt.
Im Jahr 1772 beschrieb der damalige Corregidor von Chillán, Juan Bautista de Ojeda y Zassú, Pemuco als eine der beiden Vizepfarreien im Kirchensprengel von Chillán. Bereits ein Jahr später wurde Francisco Patricio de Carte y Montesinos als Geistlicher in der Region genannt. Im Zuge einer Volkszählung, die 1791 unter Gouverneur Ambrosio O’Higgins durchgeführt wurde, war Pemuco bereits als vollwertige Pfarrei registriert und zählte zu diesem Zeitpunkt 2308 Einwohner.
Die heutige Pfarrgemeinde, die dem Heiligen Josef geweiht ist, wurde offiziell im Jahr 1832 gegründet. Ein Brand im Jahr 1954 beschädigte das Pfarrarchiv stark; dabei gingen wichtige kirchliche Aufzeichnungen verloren.
Das Erdbeben vom 28. Februar 1835 richtete schwere Schäden in Pemuco an, wie ein damaliger Bericht des Pfarrers Julián Jarpa an den Gouverneur von Chillán belegt. Auch das Erdbeben vom 27. Februar 2010 hatte gravierende Folgen – die Kirche wurde dabei stark beschädigt.
Pemuco wurde am 26. November 1870 per Dekret zur Villa erhoben und erhielt am 11. Dezember 1901 den Status einer Stadt. Nach Angaben des chilenischen Historikers Domingo Amunátegui Solar soll Bernardo O’Higgins, einer der führenden Köpfe der chilenischen Unabhängigkeit, unweit von Pemuco auf dem Gut Palpal geboren worden sein, das sich im Besitz der Familie Riquelme de la Barrera befand.

## Bevölkerung
Laut der Volkszählung des Nationalen Statistikinstituts von 2002 hatte Pemuco 8821 Einwohner (4578 Männer und 4243 Frauen). Davon lebten 3844 (43,6 %) in städtischen Gebieten und 4977 (56,4 %) auf dem Land. Die Bevölkerung wuchs zwischen den Volkszählungen 1992 und 2002 um 4,8 % (408 Personen). Im Jahr 2017 zählte man 8448 Personen.

## Orte
In der Gemeinde Pemuco befinden sich folgende Orte:
- Pemuco (Hauptort)
- San Miguel de Diguillín
- General Cruz
- Ateuco
- San Pedro
- Monte León
- El Relbún
- Corea
- Las Lajuelas
- La Lúcuma
- Los Aromos